# Typhochrestus epidaurensis
Typhochrestus epidaurensis es una especie de araña araneomorfa del género Typhochrestus, familia Linyphiidae. Fue descrita científicamente por Wunderlich en 1995.
Se distribuye por Grecia. El cuerpo del macho mide aproximadamente 1,2 milímetros de longitud. El prosoma es de color marrón y las patas marrones con amarillo.